# Joigny-sur-Meuse
Joigny-sur-Meuse ist eine französische Gemeinde mit 631 Einwohnern (Stand: 1. Januar 2022) im Département Ardennes in der Region Grand Est (vor 2016 Champagne-Ardenne). Sie gehört zum Arrondissement Charleville-Mézières und zum Kanton Bogny-sur-Meuse.

## Geographie
Joigny-sur-Meuse liegt etwa sieben Kilometer nordnordöstlich von Charleville-Mézières an der Maas (frz. Meuse) im 2011 gegründeten Regionalen Naturpark Ardennen. Umgeben wird Joigny-sur-Meuse von den Nachbargemeinden Bogny-sur-Meuse im Westen und Norden sowie Nouzonville im Osten und Süden.

## Bevölkerungsentwicklung
| Jahr                       | 1962 | 1968 | 1975 | 1982 | 1990 | 1999 | 2006 | 2019 |
| Einwohner                  | 569  | 604  | 573  | 687  | 662  | 634  | 691  | 665  |
| Quellen: Cassini und INSEE |      |      |      |      |      |      |      |      |

## Sehenswürdigkeiten

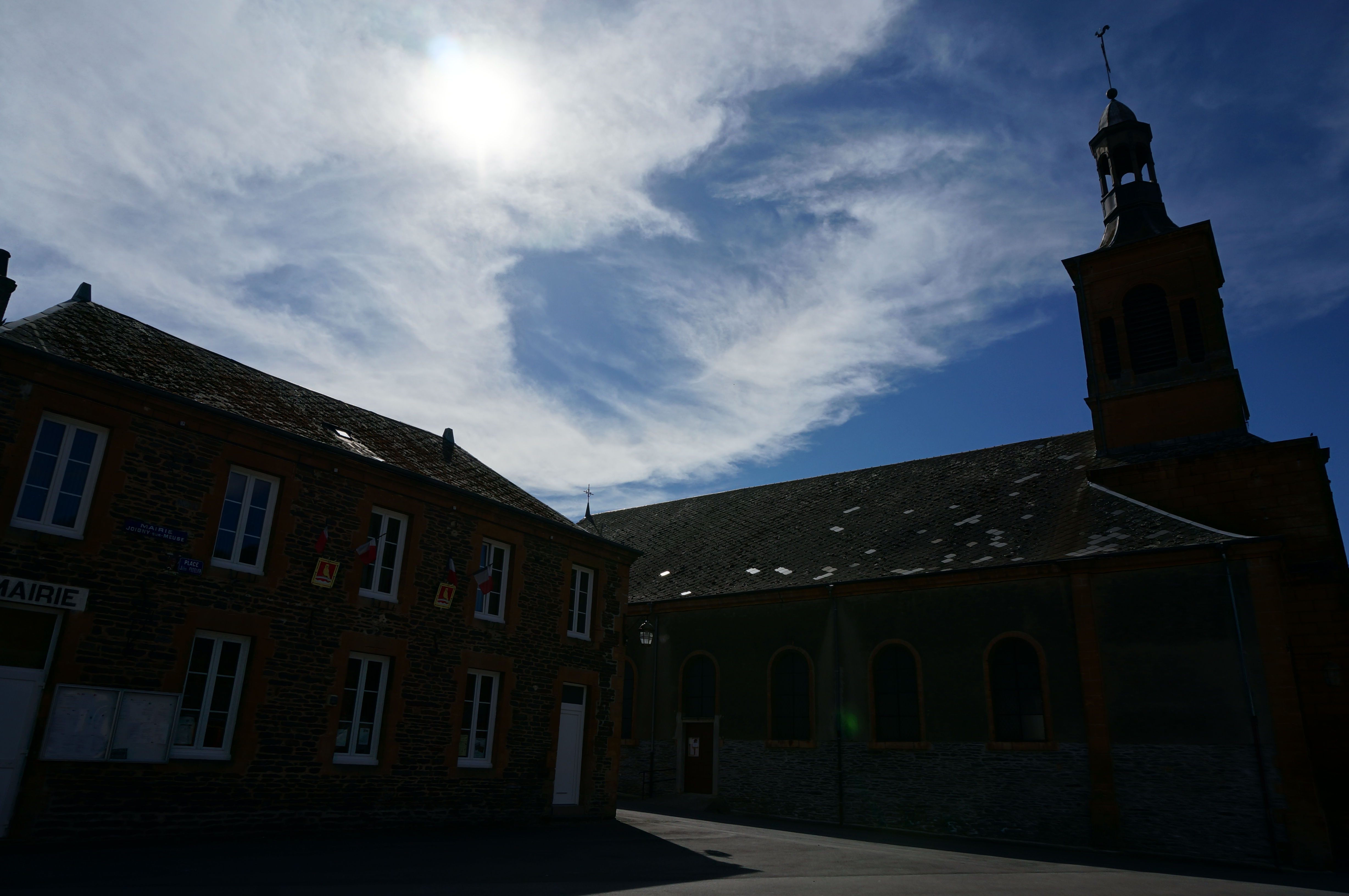
Rathaus und Kirche in Joigny-sur-Meuse

- Kirche Sainte-Anne